# 坂本悠里
坂本 悠里（さかもと ゆうり、2月25日 - ）は、日本の女性声優。兵庫県芦屋市出身。ケンユウオフィス準所属。

## 来歴
関西学院大学総合政策学部卒業。2020年3月まで三木プロダクションに所属していた。

## 人物
方言・外国語は大阪弁、神戸弁、英語。
特技は水泳、書道、歌唱。趣味はゲーム、読書、カフェ巡り、コスプレ。

## 出演
太字はメインキャラクター。

### テレビアニメ
- 忍たま乱太郎（ドクたま）
- ルパン三世 PART5（2018年、受付音声[3]）
- バクテン!!（2021年、かわむらのおばちゃん[4]）
- 東京24区（2022年、クナイ〈子供〉[5]）
- 薔薇王の葬列（2022年、娼婦[6]）
- 老後に備えて異世界で8万枚の金貨を貯めます（2023年、店員[7]）
- ドラえもん（テレビ朝日版第2期）（2024年、劇中劇の女[8]）
- ねこに転生したおじさん（2025年、TVナレーション[9]）

### 劇場アニメ
- すずめの戸締まり（2022年）

### Webアニメ
- 秘密結社ヤルミナティー（2021年 - 2023年、ティラ、レクイエム[10][11]）
- ガンプラくん（2022年、エアプラくん）
- PLUTO（2023年、仲居、子供）

### ゲーム
2016年
- 白猫プロジェクト（清掃員）
- 薔薇に隠されしヴェリテ

2018年
- エターナル・ダンジョン（メーディア）

2020年
- デュエル・マスターズ プレイス（2020年 - 2022年、鎧亜の剣邪オラスワン、キャプテン・スーパーレスキュー、魔皇アスティマート、夢見がちモッフル）
- Garena Free Fire（スノーウェル）
- インフィニティ キングダム-諸王の戦争（卑弥呼、巴御前）

2022年
- エターナルリターン（マルティナ）

2023年
- ポケモンマスターズEX
- FORSPOKEN（市民、学者）
- OCTOPATH TRAVELER II
- 大航海時代 Origin
- レインボーシックス シージ（BRAVA）
- ディアブロIV（ケイラ、カルト教徒、シスター）
- League of Legends（ナフィーリ）

2024年
- Poppy Playtime Chapter3
- スーサイド・スクワッド:キル・ザ・ジャスティス・リーグ
- ユニコーンオーバーロード（ナルセス、傭兵（タイプB）/ NPC）
- モンスターストライク（兵馬俑坑）
- ウマ娘プリティーダービー（ジェンティルドンナの弟）
- 護縁（フィク・サマン）
- クイズRPG 魔法使いと黒猫のウィズ（九条カルラ）

### 吹き替え

#### 映画
- アグリーズ
- 俺たちホームズ&ワトソン（ミリセント〈ローレン・ラプカス〉）
- クロース:孤独のボディーガード（記者、キャスター）
- 恋するプリテンダー（マーガレット〈チャーリー・フレイザー〉[22]）
- 立ち退き回避のススメ（ベサニー〈モード・アパトー〉[23]）
- DOOM/ドゥーム:アナイアレーション（ジョアン・ダーク中尉〈エイミー・マンソン〉）
- フライ・ミー・トゥ・ザ・ムーン[24]
- ホステル2（絵の講師）
- 山猫は眠らない（ピーターソン）
- 赦しのちから（シンディ、アシュリー・グラハム）

#### ドラマ
- アストリッドとラファエル 文書係の事件録（カミーユ〈アンジェリク・ブリドゥ〉）
- イージー（マヤ）
- 刑事ジョン・リーバス（シボーン〈ルーシー・ショートハウス〉[25]）
- コッソンビ 二花院の秘密（羅州（ナジュ）の姉さん〈イ・ミド〉[26]）
- ザ・ウィドウ 〜真実を求めて〜（ベアトリクス〈ルイーズ・ブリーリー〉、ステファニア、モリショー、グロリア）
- 三国志 〜趙雲伝〜（屏児、劉協）
- シカゴ P.D.（マルセラ・ゴメス、アディー・サムター 他）
- シカゴ・ファイア（クロエ・アレン〈クリステン・グートスキー〉、オリビア、キャロル・スピアーズ、レオーネ中隊長）
- デアデビル
- DOC あすへのカルテ（キアラ）
- ドリーム・ドア（サラ・ウィンターズ）
- ナイト・トレイン/破滅へのカウントダウン（エリン〈ロイス・チミンバ〉[27]）
- ナウ・アポカリプス 〜夢か現実か!? ユリシーズと世界の終わり（マジェンタ、クレオパトラ、覆面女）
- ハード・サン 滅亡の機密ファイル
- ハンド・オブ・ゴッド
- ブッチャーズ・ブロック（イーディ・ピーチ）
- HALSTON/ホルストン（サッシー・ジョンソン）
- 見せかけの日々（フローレス、ロングハム）

#### アニメ
- トランスフォーマー アーススパーク（テイラー[28]）

### ボイスオーバー
- 愛という名の凶器
- BigドリームSmallハウス
- WHO I AM（ナタリア・パルティカ）
- ホワイト・ラビット・プロジェクト

### その他コンテンツ
- 歌唱『SEGA チュウニズム』ドルオタ忍道!楠子ノ巻
- 歌唱『東方キャノンボール』ウサギトリップ
- 歌唱『東方キャノンボール』CREPUSCULLAR
- 歌唱『KONAMI beatmania IIDX』ロマンティックが止まらない
- 歌唱 KADOKAWA「商社マンの異世界サバイバル〜絶対人とはつるまねえ〜」蒼色の矛盾

## CD
- ROCKIN'ON TOUHOU　VOL.6（キャットウォーク・シェーダー）
- ROCKIN'ON TOUHOU　VOL.7（STARTRICK）
- ROCKIN'ON TOUHOU　VOL.8（アルターエゴ）
- Toho Maboroshi Stars（ゴールデンマリサ）